# Доанка (Олт)
Доанка (рум. Doanca) јесте насеље у Румунији у округу Олт у општини Тија Маре. Oпштина се налази на надморској висини од 41 m.

## Становништво
Према подацима из 2002. у насељу је живело 1445 становника, од којих су сви румунске националности.